# Felix Tschudi

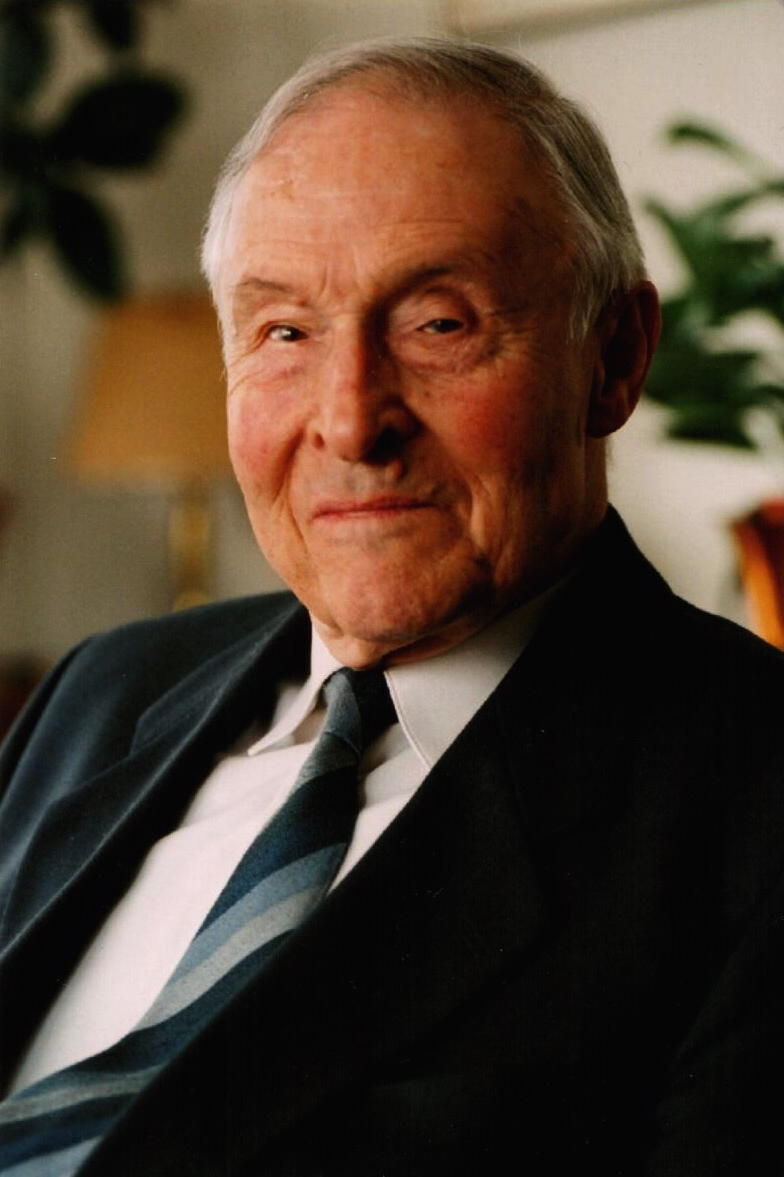
Felix Tschudi

Felix Tschudi (* 12. Januar 1917 in Basel; † 3. Juni 2010 ebenda, heimatberechtigt ebenda und in Schwanden GL) war ein Schweizer evangelisch-reformierter Pfarrer, Sozialethiker und der erste Basler Industriepfarrer.

## Biografie
Felix Tschudi studierte ab 1936 an der Universität Basel bei Karl Barth, Oscar Cullmann und anderen sowie an der Kirchlich-theologischen Hochschule Bethel in Bielefeld Theologie und absolvierte sein Praktikum in Buchs SG. Seine Ordination erfolgte am 27. April 1941 in Basel. Von 1941 bis 1953 amtete er als Pfarrer in Buchs SG und war von 1951 bis 1953 Vizedekan des Kirchenbezirks Rheintal-Werdenberg. Von 1953 bis 1959 versah er die neu geschaffene zweite Pfarrstelle in Rorschach. An der Johannes-Gemeinde in Basel wirkte er von 1959 bis 1971 und war von 1965 bis 1969 Mitglied des Kirchenrates der Evangelisch-reformierten Kirche Basel-Stadt. Im Jahre 1971 erhielt er als erster Amtsinhaber einen Ruf ins Pfarramt für Industrie und Wirtschaft BS/BL, das er bis zu seiner Pensionierung 1981 betreute.
1967 wurde er vom Schweizerischen Evangelischen Kirchenbund in die Kommission für soziale Fragen gewählt, die er von 1970 bis 1988 leitete. Felix Tschudi stand damals in engem Kontakt mit den Wirtschafts- und Sozialethikern, den Professoren Arthur Rich, Hans Ruh, Roland J. Campiche und Hans Balz Peter. Er präsidierte von 1982 bis 1987 auch die Schweizerische Bibelgesellschaft in Biel.

## Familie
Felix Tschudi wurde am 12. Januar 1917 als zweiter von zwei Söhnen des Lehrerehepaars Robert Tschudi (* 18. Oktober 1876; † 19. Oktober 1953) und Emmy Tschudi-Nufer (* 18. März 1884; † 25. März 1952) geboren. Sein um drei Jahre älterer Bruder war Bundesrat Hans-Peter Tschudi.
Im Herbst 1946 vermählte er sich mit der Fürsorgerin Gertrud Grünig (1919–2009). Mit ihr hatte er die drei Söhne Andreas, Peter und Hans Martin.

## Schriften
- (als Hrsg.): Eine Kirche sucht ihren Weg. Aufbrüche in der Evangelisch-reformierten Kirche Basel-Stadt nach dem Zweiten Weltkrieg. Basel/Berlin 1995.
- Die Basler Bibelgesellschaft im 19. Jahrhundert: Schwerpunkte ihrer Arbeit. In: Die Bibel in der Schweiz, Schweizerische Bibelgesellschaft 1997.